# Стад-де-Шармиль

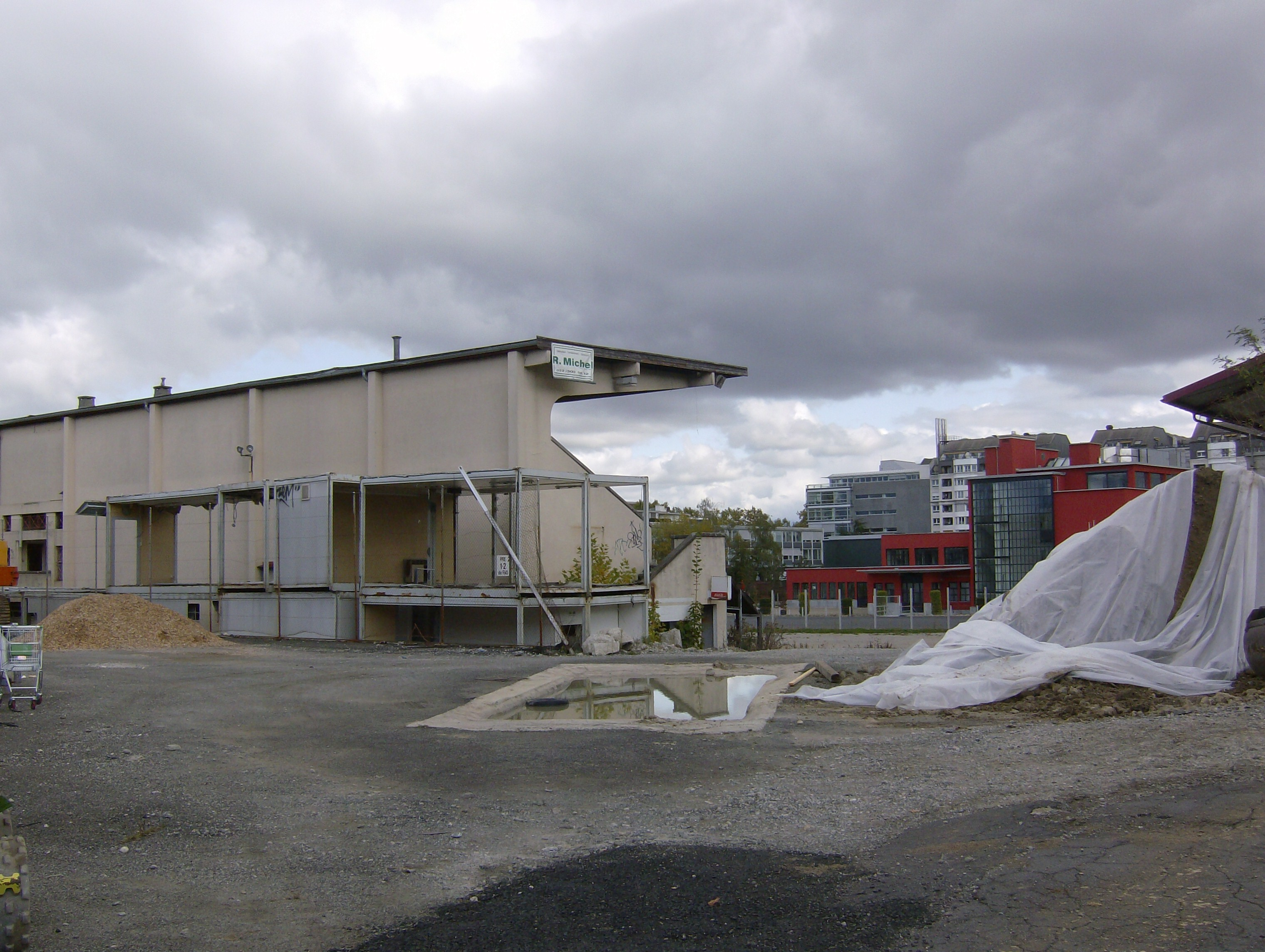
Стад-де-Шармиль

«Стад-де-Шармиль» (Stade des Charmilles) — просуществовавший до 2002 года многофункциональный стадион в Женеве, который преимущественно использовался для проведения футбольных матчей. Также до 2003 года являлся домашней ареной для футбольного клуба «Серветт».

## Строительство
Стадион был построен 28 июня 1930 года для проведения встреч в рамках Coupe des Nations 1930, организованного футбольным клубом «Серветт». В 1977 году на стадионе было установлено первое прожекторное освещение, а в 1983 году прожектора охватывали все трибуны.
В 1984 году в связи с устареванием и ветшанием «Стад-де-Шармиль», появились первые проектные планы по строительству нового стадиона. В 1992 году была образована проектная комиссия, которая предложила два варианта: либо полностью реконструировать и модернизировать стадион в течение 4 лет, либо соорудить в Женеве абсолютно новый стадион.
Между тем, в 1995 году главная трибуна стадиона — Трибуна А была признана ветхой и небезопасной для размещения зрителей, и в том же году она была закрыта. Уже в следующем году был разработан проект по реставрации стадиона, согласно которому главная трибуна должна была быть открыта вновь, и на стадионе снова были задействованы все места. Строительство нового стадиона в Женеве было начато в 2000 году.
Последний матч на «Стад-де-Шармиль» состоялся 8 декабря 2002 года при полных трибунах. Стадион был закрыт в 2002 году с постройкой в Женеве нового футбольного стадиона «Стад-де-Женев».
В начале 2012 года стадион был полностью снесен. На месте стадиона построен жилой дом, разбит парк с фонтанами и детской площадкой.
В настоящее время о стадионе напоминает памятная доска и несколько скульптур, изображающих футболистов и зрителей.

## Вместимость
На первом матче, проведённом на «Стад-де-Шармиль», присутствовало около 14 тысяч зрителей. Первоначально официальная вместимость стадиона составляла 30 тысяч зрителей, хотя максимальное количество болельщиков на стадионе было зафиксировано 14 октября 1951 года во время проведения встречи между сборными Швейцарии и Франции, когда их количество превысило 40 тысяч человек.
Постепенно, с 1980 года, с уменьшением стоячих мест, вместимость стадиона снижалась, и к 1985 году она составила 20 тыс. зрителей, а в 1998 году, когда все места на стадионе стали сидячими, его вместимость составила 9,250 зрителей.

## Главные матчи
Во время проведения Чемпионата Мира по футболу в 1954 году на «Стад-де-Шармиль» состоялось четыре матча с участием сборных Германии, Бразилии, Франции, Мексики, Югославии, Южной Кореи и Турции.